# World Academy of Science, Engineering and Technology
Die World Academy of Science, Engineering and Technology oder WASET ist ein Raubverleger (im engl. „predatory publisher“) einer großen Anzahl von Open-Access-Fachzeitschriften mit einer Vielzahl wissenschaftlicher und technischer Themen.
WASET behauptet von sich, mehrere tausend wissenschaftliche Konferenzen pro Jahr zu organisieren, wobei Namen und Titel genutzt werden, die hohe Ähnlichkeit zu echten Konferenzen etablierter wissenschaftlicher Organisationen haben. Hunderte von Konferenzen können dabei für denselben Ort und denselben Tag veranschlagt sein (wie etwa 313 Konferenzen in einem Berliner Hotel am 12. und 13. September 2016). Die Konferenzen haben mindere Qualität und jeder kann ohne weitere Prüfung (Peer-Review) einen Vortrag halten, sofern die Tagungsgebühr bezahlt wird.
Jeffrey Beall, Bibliothekar an der Auraria Library in Denver, Colorado, warnt vor der Akademie als „Raubverleger“ (englisch „Predatory open Access Publishing“), wie auch vor der Organisation von „Raubkonferenzen“ (englisch predatory conferences).

“Indeed, one of their journals accepted an obviously fake article in a sting operation.”

„Tatsächlich akzeptierte eines ihrer Journale einen offensichtlich gefälschten Artikel in einer verdeckten Operation.“

Der Sitz der WASET ist in der Türkei, der Domänenname ist in Aserbaidschan registriert. Sie wird betrieben von Cemal Ardil, einem ehemaligen Naturwissenschaftslehrer, mit Unterstützung seiner Tochter Ebru und seines Sohns Bora. Cemal Ardil hat auch den Großteil der Publikationen auf der WASET-Website verfasst.

## Rezeption
Außer Science und Jeffrey Beall von der Universität Denver hatte sich bisher der akademische Wissenschaftsbetrieb noch wenig mit dem Phänomen WASET befasst. Mitte Juli 2018 veröffentlichte ein Recherche-Team unter anderem von Süddeutscher Zeitung, ARD, ORF, Falter und Le Monde Artikel über unwissenschaftliche Publikationen unter anderem von WASET und OMICS.